# 棒棒军
棒棒军是指重庆的临时搬运工們的一種稱呼，因使用竹棒替人挑貨物为生而得名。棒棒军是老重庆的一大景观也是一種文化，沿街可见棒棒隨街吆喝招攬生意。随着社会的发展進步，重庆主城的棒棒军已经逐渐消失在大众的视线里。